# 8536 Måns
8536 Måns eller 1993 FK23 är en asteroid i huvudbältet som upptäcktes den 21 mars 1993 av den svenske astronomen Claes-Ingvar Lagerkvist vid La Silla-observatoriet i Chile. Den är uppkallad efter den fiktiva karaktären Elaka Måns skapad av Gösta Knutsson.
Asteroiden har en diameter på ungefär 6 kilometer.